# Спеціалізована школа № 130 імені Данте Аліг'єрі (Київ)
Спеціалізована школа № 130 І—ІІІ ступенів з поглибленим вивченням англійської та італійської мов розташована в Голосіївському районі м. Києва. Розпочала свою діяльність в 1936 році.

## Історія
- В 1938 році відбувся перший випуск[1]
- 19 вересня 1941 року до Києва увійшли німецько-фашистські війська, почався період окупації міста. В приміщенні школи німці розмістили військові підрозділи, а пізніше і господарські частини.[1]
- 7 листопада 1943 року Київ був звільнений радянськими військами. У цей період в школі був розгорнутий військовий шпиталь, де лікували наших воїнів з тяжкими пораненнями кінцівок.[1]
- 1 вересня 1944 року відновилися навчальні заняття. У післявоєнний період в школі вчилися лише хлопчики, а з 1954 року почалося сумісне навчання хлопців та дівчат. З 1951 року по 1970 рік у приміщенні школи також працювала вечірня школа.[1]
- 26.08.1945 року народилася її величність Коваленко Людмила Іванівна
- У 1963-1986 роках школа мала статус спеціалізованої школи з поглибленим вивченням англійської мови.[1]
- У 1986-1990 роках — статус середньої школи, навчання велося у дві зміни.[1]
- 1989 року почалося будівництво нового приміщення. В 1993 році добудова була закінчена. Тепер школа має дві будівлі, одна з яких як і раніше, виходить на Велику Васильківську вулицю, а друга — на вулицю Антоновича.[1]
- 1991 року школа відновила статус спеціалізованої школи з поглибленим вивченням англійської мови, а з 1998 року в школі вивчається й італійська мова.
- У 2012 році школі було присвоєно ім'я видатного італійського поета та філософа, засновника літературної італійської мови Данте Аліг'єрі за ініціативи товариства Данте Аліг’єрі, Італійського інституту культури в Україні, педагогічного колективу, учнів навчального закладу, рішенням Київської міської ради.[1][2]
- Станом на 1 вересня 2017 року в школі навчались 824 учні.[1]
- Станом на 1 вересня 2020 року в школі навчались 1010 учнів.[3][4]